# Tour du Portugal 2021
La 82e édition du Tour du Portugal Santander, a lieu du 4 août au 15 août 2021. La course, qui est inscrite au calendrier de l'UCI Europe Tour 2021 en catégorie 2.1, est composée d'un prologue et de dix étapes, dont un contre-la-montre individuel final. 
Initialement vainqueur, Amaro Antunes est disqualifié pour dopage en février 2023.

## Présentation
Cette édition est organisée par la Fédération portugaise de cyclisme.

### Parcours
Comme les années précédentes, le Tour commence par un prologue et se termine par un contre-la-montre individuel. 

### Équipes
Classé en catégorie 2.1 de l'UCI Europe Tour, le Tour du Portugal est par conséquent ouvert aux WorldTeams dans la limite de 50 % des équipes participantes, aux équipes continentales professionnelles, aux équipes continentales et aux équipes nationales. Cependant, une seule équipe World Tour y participe.
Dix-huit équipes participent à ce Tour du Portugal - une UCI WorldTeam, six équipes continentales professionnelles et onze équipes continentales :
| WorldTeam- Movistar Team ProTeams (6)- Rally Cycling - Equipo Kern Pharma - Burgos-BH - Euskaltel-Euskadi - Caja Rural-Seguros RGA - Bingoal Pauwels Sauces WB Équipes continentales (11)- SwiftCarbon Pro Cycling - Atum General-Tavira-Maria Nova Hotel - Rádio Popular-Boavista - Kelly-Simoldes-UDO - Antarte-Feirense - Louletano-Loulé Concelho - Tavfer-Measindot-Mortágua - Israel Cycling Academy - Efapel - W52-FC Porto - LA Alumínios-LA Sport |
| |

## Étapes
L'édition 2021 du Tour du Portugal est composée de onze étapes pour un total de 1 568,6 kilomètres à parcourir. Le 9 août est la journée de repos.
| Étape     | Date    | Villes étapes                 |                             | Distance (km)    | Vainqueur d’étape    | Leader du classement général |
| --------- | ------- | ----------------------------- | --------------------------- | ---------------- | -------------------- | ---------------------------- |
| Prologue  | 4 août  | Lisbonne - Lisbonne           | Contre-la-montre individuel | 5,4              | Rafael Reis          | Rafael Reis                  |
| 1re étape | 5 août  | Torres Vedras - Setubal       | Étape vallonnée             | 175,8            | Rafael Reis          | Rafael Reis                  |
| 2e étape  | 6 août  | Ponte de Sôr - Castelo Branco | Étape de moyenne montagne   | 162,1            | Kyle Murphy          | Rafael Reis                  |
| 3e étape  | 7 août  | Sertã - Covilhã               | Étape de montagne           | 170,3            | Alejandro Marque     | Alejandro Marque             |
| 4e étape  | 8 août  | Belmonte - Guarda             | Étape de moyenne montagne   | 181,6            | Frederico Figueiredo | Alejandro Marque             |
|           | 9 août  |                               | Jour de repos               | Journée de repos | Journée de repos     | Journée de repos             |
| 5e étape  | 10 août | Águeda - Santo Tirso          | Étape de moyenne montagne   | 171,3            | Mason Hollyman       | Daniel Freitas               |
| 6e étape  | 11 août | Viana Do Castelo - Fafe       | Étape de moyenne montagne   | 182,4            | Benjamin King        | Alejandro Marque             |
| 7e étape  | 12 août | Felgueiras - Bragance         | Étape de moyenne montagne   | 193,2            | Rafael Reis          | Rafael Reis                  |
| 8e étape  | 13 août | Bragance - Montalegre         | Étape de montagne           | 160,7            | Kyle Murphy          | Amaro Antunes                |
| 9e étape  | 14 août | Boticas - Mondim de Basto     | Étape de montagne           | 145,5            | Mauricio Moreira     | Amaro Antunes                |
| 10e étape | 15 août | Viseu - Viseu                 | Contre-la-montre individuel | 20,3             | Rafael Reis          | Amaro Antunes                |

## Déroulement de la course

### Prologue
Lisbonne – Lisbonne : 5,4 km
| Classement de l'étape | Classement de l'étape | Classement de l'étape | Classement de l'étape                | Classement de l'étape |
|                       | Coureur               | Pays                  | Équipe                               | Temps                 |
| --------------------- | --------------------- | --------------------- | ------------------------------------ | --------------------- |
| 1er                   | Rafael Reis           | Portugal              | Efapel                               | en 6 min 10 s         |
| 2e                    | Mauricio Moreira      | Portugal              | Efapel                               | + 11 s                |
| 3e                    | Lluís Mas             | Espagne               | Movistar                             | m.t                   |
| 4e                    | Diego López           | Espagne               | Kern Pharma                          | + 15 s                |
| 5e                    | Matteo Jorgenson      | États-Unis            | Movistar                             | + 17 s                |
| 6e                    | Samuel Caldeira       | Portugal              | W52-FC Porto                         | + 18 s                |
| 7e                    | Juri Hollmann         | Allemagne             | Movistar                             | + 19 s                |
| 8e                    | Tom Wirtgen           | Luxembourg            | Bingoal-WB                           | m.t                   |
| 9e                    | Alexander Grigoriev   | Russie                | Atum General-Tavira-Maria Nova Hotel | + 20 s                |
| 10e                   | Gustavo César Veloso  | Espagne               | Atum General-Tavira-Maria Nova Hotel | m.t                   |
| modifier              |                       |                       |                                      |                       |

| Classement général | Classement général   | Classement général | Classement général                   | Classement général |
|                    | Coureur              | Pays               | Équipe                               | Temps              |
| ------------------ | -------------------- | ------------------ | ------------------------------------ | ------------------ |
| 1er                | Rafael Reis          | Portugal           | Efapel                               | en 6 min 10 s      |
| 2e                 | Mauricio Moreira     | Uruguay            | Efapel                               | + 11 s             |
| 3e                 | Lluís Mas            | Espagne            | Movistar                             | m.t                |
| 4e                 | Diego López          | Espagne            | Kern Pharma                          | + 15 s             |
| 5e                 | Matteo Jorgenson     | États-Unis         | Movistar                             | + 17 s             |
| 6e                 | Samuel Caldeira      | Portugal           | W52-FC Porto                         | + 18 s             |
| 7e                 | Juri Hollmann        | Allemagne          | Movistar                             | + 19 s             |
| 8e                 | Tom Wirtgen          | Luxembourg         | Bingoal-WB                           | m.t                |
| 9e                 | Alexander Grigoriev  | Russie             | Atum General-Tavira-Maria Nova Hotel | + 20 s             |
| 10e                | Gustavo César Veloso | Espagne            | Atum General-Tavira-Maria Nova Hotel | m.t                |
| modifier           |                      |                    |                                      |                    |

### 1reétape
Torres Vedras – Setúbal : 175,8 km
| Classement de l'étape | Classement de l'étape | Classement de l'étape | Classement de l'étape  | Classement de l'étape |
|                       | Coureur               | Pays                  | Équipe                 | Temps                 |
| --------------------- | --------------------- | --------------------- | ---------------------- | --------------------- |
| 1er                   | Rafael Reis           | Portugal              | Efapel                 | en 4 h 12 min 23 s    |
| 2e                    | Alex Molenaar         | Pays-Bas              | Burgos-BH              | + 2 s                 |
| 3e                    | Sergio Samitier       | Espagne               | Movistar               | m.t                   |
| 4e                    | Luís Gomes            | Portugal              | Kelly-Simoldes-UDO     | m.t                   |
| 5e                    | Luís Fernandes        | Portugal              | Rádio Popular-Boavista | m.t                   |
| 6e                    | Rafael Silva          | Portugal              | Antarte–Feirense       | m.t                   |
| 7e                    | Kenny Molly           | Belgique              | Bingoal-WB             | m.t                   |
| 8e                    | Orluis Aular          | Venezuela             | Caja Rural-Seguros RGA | m.t                   |
| 9e                    | César Fonte           | Portugal              | Kelly-Simoldes-UDO     | m.t                   |
| 10e                   | Amaro Antunes         | Portugal              | W52-FC Porto           | m.t                   |
| modifier              |                       |                       |                        |                       |

| Classement général | Classement général   | Classement général | Classement général                   | Classement général |
|                    | Coureur              | Pays               | Équipe                               | Temps              |
| ------------------ | -------------------- | ------------------ | ------------------------------------ | ------------------ |
| 1er                | Rafael Reis          | Portugal           | Efapel                               | en 4 h 18 min 33 s |
| 2e                 | Mauricio Moreira     | Uruguay            | Efapel                               | + 13 s             |
| 3e                 | Diego López          | Espagne            | Kern Pharma                          | + 17 s             |
| 4e                 | Juri Hollmann        | Allemagne          | Movistar                             | + 21 s             |
| 5e                 | Tom Wirtgen          | Luxembourg         | Bingoal-WB                           | m.t                |
| 6e                 | Gustavo César Veloso | Espagne            | Atum General-Tavira-Maria Nova Hotel | + 22 s             |
| 7e                 | António Carvalho     | Portugal           | Efapel                               | m.t                |
| 8e                 | Joni Brandão         | Portugal           | W52-FC Porto                         | + 23 s             |
| 9e                 | Orluis Aular         | Venezuela          | Caja Rural-Seguros RGA               | + 24 s             |
| 10e                | Javier Moreno        | Espagne            | EFP                                  | m.t                |
| modifier           |                      |                    |                                      |                    |

### 2eétape
Ponte de Sôr – Castelo Branco : 162,1 km
| Classement de l'étape | Classement de l'étape | Classement de l'étape | Classement de l'étape    | Classement de l'étape |
|                       | Coureur               | Pays                  | Équipe                   | Temps                 |
| --------------------- | --------------------- | --------------------- | ------------------------ | --------------------- |
| 1er                   | Kyle Murphy           | États-Unis            | Rally                    | en 3 h 57 min 49 s    |
| 2e                    | Joni Brandão          | Portugal              | W52-FC Porto             | + 12 s                |
| 3e                    | Lluís Mas             | Espagne               | Movistar                 | + 17 s                |
| 4e                    | Daniel Freitas        | Portugal              | Rádio Popular-Boavista   | m.t                   |
| 5e                    | Luís Gomes            | Portugal              | Kelly-Simoldes-UDO       | m.t                   |
| 6e                    | Daniel Mestre         | Portugal              | W52-FC Porto             | m.t                   |
| 7e                    | Kenny Molly           | Belgique              | Bingoal-WB               | m.t                   |
| 8e                    | Tom Wirtgen           | Luxembourg            | Bingoal-WB               | m.t                   |
| 9e                    | Tomas Contte          | Argentine             | Louletano-Loulé Concelho | m.t                   |
| 10e                   | Juri Hollmann         | Allemagne             | Movistar                 | m.t                   |
| modifier              |                       |                       |                          |                       |

| Classement général | Classement général   | Classement général | Classement général                   | Classement général |
|                    | Coureur              | Pays               | Équipe                               | Temps              |
| ------------------ | -------------------- | ------------------ | ------------------------------------ | ------------------ |
| 1er                | Rafael Reis          | Portugal           | Efapel                               | en 8 h 16 min 39 s |
| 2e                 | Mauricio Moreira     | Uruguay            | Efapel                               | + 13 s             |
| 3e                 | Diego López          | Espagne            | Kern Pharma                          | + 17 s             |
| 4e                 | Joni Brandão         | Portugal           | W52-FC Porto                         | + 18 s             |
| 5e                 | Juri Hollmann        | Allemagne          | Movistar                             | + 21 s             |
| 6e                 | Tom Wirtgen          | Luxembourg         | Bingoal-WB                           | m.t                |
| 7e                 | Gustavo César Veloso | Espagne            | Atum General-Tavira-Maria Nova Hotel | + 22 s             |
| 8e                 | António Carvalho     | Portugal           | Efapel                               | m.t                |
| 9e                 | Orluis Aular         | Venezuela          | Caja Rural-Seguros RGA               | + 24 s             |
| 10e                | Javier Moreno        | Espagne            | Efapel                               | m.t                |
| modifier           |                      |                    |                                      |                    |

### 3eétape
Sertã – Covilhã : 170,3 km
| Classement de l'étape | Classement de l'étape | Classement de l'étape | Classement de l'étape                | Classement de l'étape |
|                       | Coureur               | Pays                  | Équipe                               | Temps                 |
| --------------------- | --------------------- | --------------------- | ------------------------------------ | --------------------- |
| 1er                   | Alejandro Marque      | Espagne               | Atum General-Tavira-Maria Nova Hotel | en 4 h 59 min 10 s    |
| 2e                    | Mauricio Moreira      | Uruguay               | Efapel                               | + 1 min 3 s           |
| 3e                    | Abner González        | Porto Rico            | Movistar                             | m.t                   |
| 4e                    | Amaro Antunes         | Portugal              | W52-FC Porto                         | + 1 min 12 s          |
| 5e                    | Gustavo César Veloso  | Espagne               | Atum General-Tavira-Maria Nova Hotel | m.t                   |
| 6e                    | Luís Gomes            | Portugal              | Kelly-Simoldes-UDO                   | + 1 min 26 s          |
| 7e                    | Joni Brandão          | Portugal              | W52-FC Porto                         | + 1 min 33 s          |
| 8e                    | Luís Fernandes        | Portugal              | Rádio Popular-Boavista               | + 1 min 36 s          |
| 9e                    | Frederico Figueiredo  | Portugal              | Efapel                               | m.t                   |
| 10e                   | João Rodrigues        | Portugal              | W52-FC Porto                         | + 1 min 38 s          |
| modifier              |                       |                       |                                      |                       |

| Classement général | Classement général   | Classement général | Classement général                   | Classement général  |
|                    | Coureur              | Pays               | Équipe                               | Temps               |
| ------------------ | -------------------- | ------------------ | ------------------------------------ | ------------------- |
| 1er                | Alejandro Marque     | Espagne            | Atum General-Tavira-Maria Nova Hotel | en 13 h 16 min 14 s |
| 2e                 | Gustavo César Veloso | Espagne            | Atum General-Tavira-Maria Nova Hotel | + 1 min 9 s         |
| 3e                 | Joni Brandão         | Portugal           | W52-FC Porto                         | + 1 min 26 s        |
| 4e                 | Amaro Antunes        | Portugal           | W52-FC Porto                         | m.t                 |
| 5e                 | Abner González       | Porto Rico         | Movistar                             | + 1 min 28 s        |
| 6e                 | Luís Gomes           | Portugal           | Kelly-Simoldes-UDO                   | + 1 min 30 s        |
| 7e                 | Mauricio Moreira     | Uruguay            | Efapel                               | + 1 min 31 s        |
| 8e                 | João Rodrigues       | Portugal           | W52-FC Porto                         | + 1 min 37 s        |
| 9e                 | António Carvalho     | Portugal           | Efapel                               | m.t                 |
| 10e                | Frederico Figueiredo | Portugal           | Efapel                               | + 1 min 46 s        |
| modifier           |                      |                    |                                      |                     |

### 4eétape
Belmonte – Guarda : 181,6 km
| Classement de l'étape | Classement de l'étape | Classement de l'étape | Classement de l'étape     | Classement de l'étape |
|                       | Coureur               | Pays                  | Équipe                    | Temps                 |
| --------------------- | --------------------- | --------------------- | ------------------------- | --------------------- |
| 1er                   | Frederico Figueiredo  | Portugal              | Efapel                    | en 4 h 28 min 25 s    |
| 2e                    | Amaro Antunes         | Portugal              | W52-FC Porto              | m.t                   |
| 3e                    | Mauricio Moreira      | Uruguay               | Efapel                    | + 59 s                |
| 4e                    | Joni Brandão          | Portugal              | W52-FC Porto              | + 1 min 3 s           |
| 5e                    | Abner González        | Porto Rico            | Movistar                  | m.t                   |
| 6e                    | Tiago Antunes         | Portugal              | Tavfer-Measindot-Mortágua | + 1 min 8 s           |
| 7e                    | Daniel Freitas        | Portugal              | Rádio Popular-Boavista    | + 1 min 10 s          |
| 8e                    | António Carvalho      | Portugal              | Efapel                    | m.t                   |
| 9e                    | Luís Fernandes        | Portugal              | Rádio Popular-Boavista    | m.t                   |
| 10e                   | Henrique Casimiro     | Portugal              | Kelly-Simoldes-UDO        | m.t                   |
| modifier              |                       |                       |                           |                       |

| Classement général | Classement général   | Classement général | Classement général                   | Classement général |
|                    | Coureur              | Pays               | Équipe                               | Temps              |
| ------------------ | -------------------- | ------------------ | ------------------------------------ | ------------------ |
| 1er                | Alejandro Marque     | Espagne            | Atum General-Tavira-Maria Nova Hotel | en 17 h 46 min 0 s |
| 2e                 | Amaro Antunes        | Portugal           | W52-FC Porto                         | + 5 s              |
| 3e                 | Frederico Figueiredo | Portugal           | Efapel                               | + 25 s             |
| 4e                 | Joni Brandão         | Portugal           | W52-FC Porto                         | + 1 min 8 s        |
| 5e                 | Mauricio Moreira     | Uruguay            | Efapel                               | + 1 min 9 s        |
| 6e                 | Abner González       | Porto Rico         | Movistar                             | + 1 min 10 s       |
| 7e                 | António Carvalho     | Portugal           | Efapel                               | + 1 min 26 s       |
| 8e                 | João Rodrigues       | Portugal           | W52-FC Porto                         | + 1 min 31 s       |
| 9e                 | Luís Fernandes       | Portugal           | Rádio Popular-Boavista               | + 1 min 49 s       |
| 10e                | Diego López          | Espagne            | Kern Pharma                          | + 1 min 56 s       |
| modifier           |                      |                    |                                      |                    |

### 5eétape
Águeda – Santo Tirso : 171,3 km
| Classement de l'étape | Classement de l'étape    | Classement de l'étape | Classement de l'étape    | Classement de l'étape |
|                       | Coureur                  | Pays                  | Équipe                   | Temps                 |
| --------------------- | ------------------------ | --------------------- | ------------------------ | --------------------- |
| 1er                   | Mason Hollyman           | Royaume-Uni           | Israel Cycling Academy   | en 4 h 11 min 48 s    |
| 2e                    | Ricardo Mestre           | Portugal              | W52-FC Porto             | + 35 s                |
| 3e                    | Tomás Contte             | Argentine             | Louletano-Loulé Concelho | + 1 min 0 s           |
| 4e                    | Rafael Reis              | Portugal              | Efapel                   | + 1 min 2 s           |
| 5e                    | Lluís Mas                | Espagne               | Movistar                 | + 1 min 5 s           |
| 6e                    | Daniel Freitas           | Portugal              | Rádio Popular-Boavista   | + 1 min 9 s           |
| 7e                    | Juan Antonio López-Cózar | Espagne               | Burgos-BH                | + 1 min 16 s          |
| 8e                    | Juri Hollmann            | Allemagne             | Movistar                 | + 1 min 36 s          |
| 9e                    | Luís Mendonça            | Portugal              | Efapel                   | + 1 min 44 s          |
| 10e                   | César Fonte              | Portugal              | Kelly-Simoldes-UDO       | + 1 min 47 s          |
| modifier              |                          |                       |                          |                       |

| Classement général | Classement général   | Classement général | Classement général                   | Classement général |
|                    | Coureur              | Pays               | Équipe                               | Temps              |
| ------------------ | -------------------- | ------------------ | ------------------------------------ | ------------------ |
| 1er                | Daniel Freitas       | Portugal           | Rádio Popular-Boavista               | en 22 h 2 min 16 s |
| 2e                 | Alejandro Marque     | Espagne            | Atum General-Tavira-Maria Nova Hotel | + 42 s             |
| 3e                 | Amaro Antunes        | Portugal           | W52-FC Porto                         | + 47 s             |
| 4e                 | Frederico Figueiredo | Portugal           | Efapel                               | + 1 min 7 s        |
| 5e                 | Mauricio Moreira     | Uruguay            | Efapel                               | + 1 min 45 s       |
| 6e                 | Abner González       | Porto Rico         | Movistar                             | + 1 min 46 s       |
| 7e                 | Joni Brandão         | Portugal           | W52-FC Porto                         | + 1 min 47 s       |
| 8e                 | António Carvalho     | Portugal           | Efapel                               | + 2 min 8 s        |
| 9e                 | João Rodrigues       | Portugal           | W52-FC Porto                         | + 2 min 21 s       |
| 10e                | Luís Fernandes       | Portugal           | Rádio Popular-Boavista               | + 2 min 31 s       |
| modifier           |                      |                    |                                      |                    |

### 6eétape
Viana Do Castelo – Fafe : 182,4 km
| Classement de l'étape | Classement de l'étape | Classement de l'étape | Classement de l'étape     | Classement de l'étape |
|                       | Coureur               | Pays                  | Équipe                    | Temps                 |
| --------------------- | --------------------- | --------------------- | ------------------------- | --------------------- |
| 1er                   | Benjamin King         | États-Unis            | Rally Racing              | en 4 h 22 min 0 s     |
| 2e                    | Alastair Mackellar    | Australie             | Israel Cycling Academy    | + 9 s                 |
| 3e                    | Tom Wirtgen           | Luxembourg            | Bingoal-WB                | + 15 s                |
| 4e                    | Juan Diego Alba       | Espagne               | Movistar                  | + 20 s                |
| 5e                    | Bruno Silva           | Portugal              | Antarte–Feirense          | + 24 s                |
| 6e                    | Roniel Campos         | Venezuela             | Louletano-Loulé Concelho  | + 45 s                |
| 7e                    | Mason Hollyman        | Royaume-Uni           | Israel Cycling Academy    | + 1 min 19 s          |
| 8e                    | Pedro Paulinho        | Portugal              | Tavfer-Measindot-Mortágua | + 1 min 26 s          |
| 9e                    | Hélder Gonçalves      | Portugal              | Kelly-Simoldes-UDO        | + 1 min 27 s          |
| 10e                   | Marvin Scheulen       | Portugal              | LA Alumínios-LA Sport     | + 1 min 45 s          |
| modifier              |                       |                       |                           |                       |

| Classement général | Classement général   | Classement général | Classement général                   | Classement général    |
|                    | Coureur              | Pays               | Équipe                               | Temps                 |
| ------------------ | -------------------- | ------------------ | ------------------------------------ | --------------------- |
| 1er                | Alejandro Marque     | Espagne            | Atum General-Tavira-Maria Nova Hotel | en + 26 h 33 min 11 s |
| 2e                 | Amaro Antunes        | Portugal           | W52-FC Porto                         | + 5 s                 |
| 3e                 | Frederico Figueiredo | Portugal           | Efapel                               | + 25 s                |
| 4e                 | Mauricio Moreira     | Uruguay            | Efapel                               | + 1 min 1 s           |
| 5e                 | Abner González       | Porto Rico         | Movistar                             | + 1 min 4 s           |
| 6e                 | Joni Brandão         | Portugal           | W52-FC Porto                         | + 1 min 5 s           |
| 7e                 | António Carvalho     | Portugal           | Efapel                               | + 1 min 26 s          |
| 8e                 | João Rodrigues       | Portugal           | W52-FC Porto                         | + 1 min 39 s          |
| 9e                 | Henrique Casimiro    | Portugal           | Kelly-Simoldes-UDO                   | + 1 min 53 s          |
| 10e                | Tiago Antunes        | Portugal           | Tavfer-Measindot-Mortágua            | + 2 min 34 s          |
| modifier           |                      |                    |                                      |                       |

### 7eétape
Felgueiras – Bragance : 193,2 km
| Classement de l'étape | Classement de l'étape    | Classement de l'étape | Classement de l'étape     | Classement de l'étape |
|                       | Coureur                  | Pays                  | Équipe                    | Temps                 |
| --------------------- | ------------------------ | --------------------- | ------------------------- | --------------------- |
| 1er                   | Rafael Reis              | Portugal              | Efapel                    | en 4 h 35 min 30 s    |
| 2e                    | Benjamin King            | États-Unis            | Rally Racing              | + 16 s                |
| 3e                    | Diego López              | Espagne               | Kern Pharma               | m.t                   |
| 4e                    | Joaquim Silva            | Portugal              | Tavfer-Measindot-Mortágua | m.t                   |
| 5e                    | Adrià Moreno             | Espagne               | Burgos-BH                 | m.t                   |
| 6e                    | Adrian Bustamante        | Colombie              | Kelly-Simoldes-UDO        | m.t                   |
| 7e                    | Pedro Miguel Lopes       | Portugal              | Kelly-Simoldes-UDO        | m.t                   |
| 8e                    | Javier Moreno            | Espagne               | Efapel                    | m.t                   |
| 9e                    | Nuno Meireles            | Portugal              | Louletano-Loulé Concelho  | m.t                   |
| 10e                   | Vicente García de Mateos | Espagne               | Antarte–Feirense          | m.t                   |
| modifier              |                          |                       |                           |                       |

| Classement général | Classement général       | Classement général | Classement général                   | Classement général    |
|                    | Coureur                  | Pays               | Équipe                               | Temps                 |
| ------------------ | ------------------------ | ------------------ | ------------------------------------ | --------------------- |
| 1er                | Rafael Reis              | Portugal           | Efapel                               | en + 31 h 11 min 46 s |
| 2e                 | Alejandro Marque         | Espagne            | Atum General-Tavira-Maria Nova Hotel | + 28 s                |
| 3e                 | Amaro Antunes            | Portugal           | W52-FC Porto                         | + 33 s                |
| 4e                 | Javier Moreno            | Espagne            | Efapel                               | + 36 s                |
| 5e                 | Diego López              | Espagne            | Kern Pharma                          | + 44 s                |
| 6e                 | Frederico Figueiredo     | Portugal           | Efapel                               | + 53 s                |
| 7e                 | Ricardo Vilela           | Portugal           | W52-FC Porto                         | + 1 min 16 s          |
| 8e                 | Vicente García de Mateos | Espagne            | Antarte–Feirense                     | + 1 min 18 s          |
| 9e                 | Joaquim Silva            | Portugal           | Tavfer-Measindot-Mortágua            | + 1 min 23 s          |
| 10e                | Mauricio Moreira         | Uruguay            | Efapel                               | + 1 min 29 s          |
| modifier           |                          |                    |                                      |                       |

### 8eétape
Bragance – Montalegre (Serra do Larouco) : 160,7 km
| Classement de l'étape | Classement de l'étape | Classement de l'étape | Classement de l'étape     | Classement de l'étape |
|                       | Coureur               | Pays                  | Équipe                    | Temps                 |
| --------------------- | --------------------- | --------------------- | ------------------------- | --------------------- |
| 1er                   | Kyle Murphy           | États-Unis            | Rally Cycling             | en 4 h 12 min 6 s     |
| 2e                    | José Félix Parra      | Espagne               | Kern Pharma               | + 13 s                |
| 3e                    | Henrique Casimiro     | Portugal              | Kelly-Simoldes-UDO        | + 25 s                |
| 4e                    | Gaspar Gonçalves      | Portugal              | Tavfer-Measindot-Mortágua | + 54 s                |
| 5e                    | Adrià Moreno          | Espagne               | Burgos-BH                 | + 58 s                |
| 6e                    | Mauricio Moreira      | Uruguay               | Efapel                    | + 1 min 10 s          |
| 7e                    | Carlos Salgueiro      | Portugal              | LA Alumínios-LA Sport     | m.t                   |
| 8e                    | Joni Brandão          | Portugal              | W52-FC Porto              | + 1 min 14 s          |
| 9e                    | Frederico Figueiredo  | Portugal              | Efapel                    | m.t                   |
| 10e                   | Amaro Antunes         | Portugal              | W52-FC Porto              | + 1 min 16 s          |
| modifier              |                       |                       |                           |                       |

| Classement général | Classement général   | Classement général | Classement général                   | Classement général  |
|                    | Coureur              | Pays               | Équipe                               | Temps               |
| ------------------ | -------------------- | ------------------ | ------------------------------------ | ------------------- |
| 1er                | Amaro Antunes        | Portugal           | W52-FC Porto                         | en 35 h 25 min 41 s |
| 2e                 | Alejandro Marque     | Espagne            | Atum General-Tavira-Maria Nova Hotel | + 14 s              |
| 3e                 | Frederico Figueiredo | Portugal           | Efapel                               | + 18 s              |
| 4e                 | Mauricio Moreira     | Uruguay            | Efapel                               | + 50 s              |
| 5e                 | Henrique Casimiro    | Portugal           | Kelly-Simoldes-UDO                   | + 57 s              |
| 6e                 | Joni Brandão         | Portugal           | W52-FC Porto                         | + 58 s              |
| 7e                 | José Félix Parra     | Espagne            | Kern Pharma                          | + 1 min 52 s        |
| 8e                 | Abner González       | Porto Rico         | Movistar                             | + 1 min 53 s        |
| 9e                 | António Carvalho     | Portugal           | Efapel                               | + 2 min 15 s        |
| 10e                | Tiago Antunes        | Portugal           | Tavfer-Measindot-Mortágua            | + 2 min 33 s        |
| modifier           |                      |                    |                                      |                     |

### 9eétape
Boticas – Mondim de Basto : 145,5 km
| Classement de l'étape | Classement de l'étape | Classement de l'étape | Classement de l'étape                | Classement de l'étape |
|                       | Coureur               | Pays                  | Équipe                               | Temps                 |
| --------------------- | --------------------- | --------------------- | ------------------------------------ | --------------------- |
| 1er                   | Mauricio Moreira      | Uruguay               | Efapel                               | en 3 h 47 min 36 s    |
| 2e                    | Amaro Antunes         | Portugal              | W52-FC Porto                         | + 8 s                 |
| 3e                    | Joni Brandão          | Portugal              | W52-FC Porto                         | + 14 s                |
| 4e                    | Frederico Figueiredo  | Portugal              | Efapel                               | + 45 s                |
| 5e                    | José Félix Parra      | Portugal              | Kern Pharma                          | + 56 s                |
| 6e                    | Abner González        | Porto Rico            | Movistar                             | + 1 min 7 s           |
| 7e                    | Alejandro Marque      | Espagne               | Atum General-Tavira-Maria Nova Hotel | + 1 min 12 s          |
| 8e                    | António Carvalho      | Portugal              | Efapel                               | + 3 min 0 s           |
| 9e                    | João Rodrigues        | Portugal              | W52-FC Porto                         | + 3 min 13 s          |
| 10e                   | Carlos Oyarzún        | Espagne               | Louletano-Loulé Concelho             | + 5 min 46 s          |
| modifier              |                       |                       |                                      |                       |

| Classement général | Classement général   | Classement général | Classement général                   | Classement général  |
|                    | Coureur              | Pays               | Équipe                               | Temps               |
| ------------------ | -------------------- | ------------------ | ------------------------------------ | ------------------- |
| 1er                | Amaro Antunes        | Portugal           | W52-FC Porto                         | en 39 h 13 min 25 s |
| 2e                 | Mauricio Moreira     | Uruguay            | Efapel                               | + 42 s              |
| 3e                 | Frederico Figueiredo | Portugal           | Efapel                               | + 55 s              |
| 4e                 | Joni Brandão         | Portugal           | W52-FC Porto                         | + 1 min 4 s         |
| 5e                 | Alejandro Marque     | Espagne            | Atum General-Tavira-Maria Nova Hotel | + 14 s              |
| 6e                 | José Félix Parra     | Espagne            | Kern Pharma                          | + 2 min 40 s        |
| 7e                 | Abner González       | Porto Rico         | Movistar                             | + 2 min 52 s        |
| 8e                 | António Carvalho     | Portugal           | Efapel                               | + 5 min 7 s         |
| 9e                 | João Rodrigues       | Portugal           | W52-FC Porto                         | + 6 min 22 s        |
| 10e                | Henrique Casimiro    | Portugal           | Kelly-Simoldes-UDO                   | + 8 min 19 s        |
| modifier           |                      |                    |                                      |                     |

### 10eétape
Boticas – Mondim de Basto : 145,5 km
| Classement de l'étape | Classement de l'étape | Classement de l'étape | Classement de l'étape                | Classement de l'étape |
|                       | Coureur               | Pays                  | Équipe                               | Temps                 |
| --------------------- | --------------------- | --------------------- | ------------------------------------ | --------------------- |
| 1er                   | Rafael Reis           | Portugal              | Efapel                               | en 25 min 24 s        |
| 2e                    | Mauricio Moreira      | Uruguay               | Efapel                               | + 12 s                |
| 3e                    | Juri Hollmann         | Allemagne             | Movistar                             | + 41 s                |
| 4e                    | Amaro Antunes         | Portugal              | W52-FC Porto                         | + 44 s                |
| 5e                    | Alejandro Marque      | Espagne               | Atum General-Tavira-Maria Nova Hotel | + 49 s                |
| 6e                    | Lluís Mas             | Espagne               | Movistar                             | m.t                   |
| 7e                    | João Rodrigues        | Portugal              | W52-FC Porto                         | + 54 s                |
| 8e                    | António Carvalho      | Portugal              | Efapel                               | + 55 s                |
| 9e                    | Mathias Norsgaard     | Danemark              | Movistar                             | + 1 min 1 s           |
| 10e                   | Ricardo Mestre        | Portugal              | W52-FC Porto                         | + 1 min 5 s           |
| modifier              |                       |                       |                                      |                       |

## Classements finals

### Classement général final
| Classement général | Classement général   | Classement général | Classement général                   | Classement général  |
|                    | Coureur              | Pays               | Équipe                               | Temps               |
| ------------------ | -------------------- | ------------------ | ------------------------------------ | ------------------- |
| 1er                | Amaro Antunes        | Portugal           | W52-FC Porto                         | en 39 h 39 min 33 s |
| 2e                 | Mauricio Moreira     | Uruguay            | Efapel                               | + 10 s              |
| 3e                 | Alejandro Marque     | Espagne            | Atum General-Tavira-Maria Nova Hotel | + 1 min 23 s        |
| 4e                 | Joni Brandão         | Portugal           | W52-FC Porto                         | + 1 min 36 s        |
| 5e                 | Frederico Figueiredo | Portugal           | Efapel                               | + 2 min 4 s         |
| 6e                 | Abner González       | Porto Rico         | Movistar                             | + 3 min 43 s        |
| 7e                 | José Félix Parra     | Espagne            | Kern Pharma                          | + 3 min 49 s        |
| 8e                 | António Carvalho     | Portugal           | Efapel                               | + 5 min 18 s        |
| 9e                 | João Rodrigues       | Portugal           | W52-FC Porto                         | + 6 min 32 s        |
| 10e                | Henrique Casimiro    | Portugal           | Kelly-Simoldes-UDO                   | + 9 min 51 s        |
| modifier           |                      |                    |                                      |                     |

### UCI Europe Tour
Ce Tour du Portugal attribue des points pour l'UCI Europe Tour 2021, par équipes seulement aux coureurs des équipes continentales professionnelles et continentales, individuellement à tous les coureurs sauf ceux faisant partie d'une équipe ayant un label WorldTeam.
| Position           | 1er | 2e | 3e | 4e | 5e | 6e | 7e | 8e | 9e | 10e | 11e | 12e | 12e-15e | 16e-25e |
| Classement général | 125 | 85 | 70 | 60 | 50 | 40 | 35 | 30 | 25 | 20  | 15  | 10  | 5       | 3       |
| Par étape          | 14  | 5  | 3  |    |    |    |    |    |    |     |     |     |         |         |
| Leader, par étape  | 3   |    |    |    |    |    |    |    |    |     |     |     |         |         |

## Évolution des classements
| Étape              | Vainqueur            | Classement général | Classement par points | Classement de la montagne | Classement du meilleur jeune | Classement par équipes | Classement du combiné | Classement du meilleur Portugais |
| ------------------ | -------------------- | ------------------ | --------------------- | ------------------------- | ---------------------------- | ---------------------- | --------------------- | -------------------------------- |
| P                  | Rafael Reis          | Rafael Reis        | non attribué          | non attribué              | Juri Hollmann                | Efapel                 | non attribué          | Rafael Reis                      |
| 1                  | Rafael Reis          | Rafael Reis        | Rafael Reis           | Hugo Nunes                | Juri Hollmann                | Efapel                 | César Fonte           | Rafael Reis                      |
| 2                  | Kyle Murphy          | Rafael Reis        | Kyle Murphy           | Marvin Scheulen           | Juri Hollmann                | Efapel                 | César Fonte           | Rafael Reis                      |
| 3                  | Alejandro Marque     | Alejandro Marque   | Luís Gomes            | Alejandro Marque          | Abner González               | Efapel                 | Luís Gomes            | Joni Brandão                     |
| 4                  | Frederico Figueiredo | Alejandro Marque   | Luís Gomes            | Amaro Antunes             | Abner González               | Efapel                 | Amaro Antunes         | Amaro Antunes                    |
| 5                  | Mason Hollyman       | Daniel Freitas     | Luís Gomes            | Amaro Antunes             | Abner González               | Efapel                 | Amaro Antunes         | Daniel Freitas                   |
| 6                  | Benjamin King        | Alejandro Marque   | Luís Gomes            | Bruno Silva               | Abner González               | Efapel                 | Amaro Antunes         | Amaro Antunes                    |
| 7                  | Rafael Reis          | Rafael Reis        | Rafael Reis           | Bruno Silva               | Abner González               | Efapel                 | Rafael Reis           | Rafael Reis                      |
| 8                  | Kyle Murphy          | Amaro Antunes      | Rafael Reis           | Bruno Silva               | Abner González               | Efapel                 | Amaro Antunes         | Amaro Antunes                    |
| 9                  | Mauricio Moreira     | Amaro Antunes      | Rafael Reis           | Bruno Silva               | Abner González               | Efapel                 | Mauricio Moreira      | Amaro Antunes                    |
| 10                 | Rafael Reis          | Amaro Antunes      | Rafael Reis           | Bruno Silva               | Abner González               | Efapel                 | Mauricio Moreira      | Amaro Antunes                    |
| Classements finals | Classements finals   | Amaro Antunes      | Rafael Reis           | Bruno Silva               | Abner González               | Efapel                 | Mauricio Moreira      | Amaro Antunes                    |

## Liste des participants
- Liste de départ complète

| Légende                                    | Légende                                                                                         | Légende                                | Légende                                                                                                  |
| ------------------------------------------ | ----------------------------------------------------------------------------------------------- | -------------------------------------- | --- |
| Num                                        | Dossard de départ porté par le coureur sur ce Tour du Portugal                                  | Pos                                    | Position finale au classement général                                                                    |
| Leader du classement général               | Indique le vainqueur du classement général                                                      | Leader du classement par points        | Indique le vainqueur du classement par points                                                            |
| Leader du classement de la montagne        | Indique le vainqueur du classement de la montagne                                               | Leader du classement du meilleur jeune | Indique le vainqueur du classement du meilleur jeune                                                     |
| Leader du classement du meilleur Portugais | Indique le vainqueur du classement du meilleur Portugais                                        |                                        | Indique un maillot de champion national ou mondial, suivi de sa spécialité                               |
| #                                          | Indique la meilleure équipe                                                                     | NP                                     | Indique un coureur qui n'a pas pris le départ d'une étape, suivi du numéro de l'étape où il s'est retiré |
| AB                                         | Indique un coureur qui n'a pas terminé une étape, suivi du numéro de l'étape où il s'est retiré | HD                                     | Indique un coureur qui a terminé une étape hors des délais, suivi du numéro de l'étape                   |
| DSQ                                        | Indique un coureur qui a été disqualifié de la course, suivi du numéro de l'étape               | *                                      | Indique un coureur en lice pour le classement du meilleur jeune (coureurs nés après le 1er janvier 1998) |

| W52-FC Porto W52                 | W52-FC Porto W52        | W52-FC Porto W52 |
| -------------------------------- | ----------------------- | ---------------- |
| Num                              | Coureur                 | Pos              |
| 1                                | Amaro Antunes (POR)     | 1er              |
| 2                                | Ricardo Mestre (POR) -  | 24e              |
| 3                                | Daniel Mestre (POR) -   | 47e              |
| 4                                | Ricardo Vilela (POR) -  | 14e              |
| 5                                | Joni Brandão (POR) -    | 4e               |
| 6                                | João Rodrigues (POR) -  | 9e               |
| 7                                | Samuel Caldeira (POR) - | 53e              |
| Directeur sportif : Nuno Ribeiro |                         |                  |

| Movistar MOV                            | Movistar MOV                      | Movistar MOV |
| --------------------------------------- | --------------------------------- | ------------ |
| Num                                     | Coureur                           | Pos          |
| 11                                      | Juan Diego Alba (COL) -           | 49e          |
| 12                                      | Héctor Carretero (ESP) -          | 55e          |
| 13                                      | Abner González* (PUR) Route & CLM | 6e           |
| 14                                      | Juri Hollmann* (ALL) -            | 51e          |
| 15                                      | Mathias Norsgaard (DAN) -         | 77e          |
| 16                                      | Sergio Samitier (ESP) -           | 40e          |
| 17                                      | Lluís Mas (ESP) -                 | 22e          |
| Directeur sportif : José Luis Jaimerena |                                   |              |

| Bingoal-WB BWB                               | Bingoal-WB BWB          | Bingoal-WB BWB |
| -------------------------------------------- | ----------------------- | -------------- |
| Num                                          | Coureur                 | Pos            |
| 21                                           | Jelle Vanendert (BEL) - | AB-3           |
| 22                                           | Laurens Huys* (BEL) -   | AB-8           |
| 23                                           | Kenny Molly (BEL) -     | 16e            |
| 24                                           | Boris Vallée (BEL) -    | AB-1           |
| 25                                           | Quentin Venner* (BEL) - | 75e            |
| 26                                           | Tom Wirtgen (LUX) -     | 67e            |
| 27                                           | Joel Suter* (SUI) -     | AB-1           |
| Directeur sportif : Jean Denis Vandenbroucke |                         |                |

| Caja Rural-Seguros RGA CJR -            | Caja Rural-Seguros RGA CJR - | Caja Rural-Seguros RGA CJR - |
| --------------------------------------- | ---------------------------- | ---------------------------- |
| Num                                     | Coureur                      | Pos                          |
| 31                                      | Jon Barrenetxea* (ESP) -     | NP-3                         |
| 32                                      | Josu Etxeberria* (ESP) -     | NP-3                         |
| 33                                      | Jhojan García* (COL) -       | NP-3                         |
| 34                                      | David González López (ESP) - | NP-2                         |
| 35                                      | Jon Irisarri (ESP) -         | NP-3                         |
| 36                                      | Héctor Sáez (ESP) -          | NP-3                         |
| 37                                      | Orluis Aular (VEN) -         | NP-3                         |
| Directeur sportif : Juan Carlos Vázquez |                              |                              |

| Euskaltel-Euskadi EUS -             | Euskaltel-Euskadi EUS -  | Euskaltel-Euskadi EUS - |
| ----------------------------------- | ------------------------ | ----------------------- |
| Num                                 | Coureur                  | Pos                     |
| 41                                  | Jokin Aranburu (ESP) -   | NP-5                    |
| 42                                  | Ibai Azurmendi (ESP) -   | AB-4                    |
| 43                                  | Iker Ballarin (ESP) -    | NP-5                    |
| 44                                  | Garikoitz Bravo (ESP) -  | NP-5                    |
| 45                                  | Julen Irizar (ESP) -     | NP-5                    |
| 46                                  | Txomin Juaristi (ESP) -  | NP-5                    |
| 47                                  | Dzmitry Zhyhunou (BLR) - | NP-5                    |
| Directeur sportif : David Echavarri |                          |                         |

| Burgos-BH BBH -                 | Burgos-BH BBH -                  | Burgos-BH BBH - |
| ------------------------------- | -------------------------------- | --------------- |
| Num                             | Coureur                          | Pos             |
| 51                              | Alex Molenaar* (NED) -           | 57e             |
| 52                              | Juan Antonio López-Cózar (ESP) - | 39e             |
| 53                              | Willie Smit (RSA) -              | 54e             |
| 54                              | Victor Langellotti (MON) -       | AB-1            |
| 55                              | Isaac Cantón (ESP) -             | 58e             |
| 56                              | Juan Felipe Osorio (COL) -       | 42e             |
| 57                              | Adrià Moreno (ESP) -             | 13e             |
| Directeur sportif : José Cabedo |                                  |                 |

| Kern Pharma EKP                         | Kern Pharma EKP             | Kern Pharma EKP |
| --------------------------------------- | --------------------------- | --------------- |
| Num                                     | Coureur                     | Pos             |
| 61                                      | José Félix Parra (ESP) -    | 7e              |
| 62                                      | Enrique Sanz (ESP) -        | AB-6            |
| 63                                      | Iván Moreno Sánchez (ESP) - | 37e             |
| 64                                      | Diego López (ESP) -         | 26e             |
| 65                                      | Sergio Araiz* (ESP) -       | NP-4            |
| 66                                      | Martí Márquez (ESP) -       | 56e             |
| 67                                      | Ibon Ruiz* (ESP) -          | NP-4            |
| Directeur sportif : Pablo Urtasun Perez |                             |                 |

| Rally Racing RLY                 | Rally Racing RLY        | Rally Racing RLY |
| -------------------------------- | ----------------------- | ---------------- |
| Num                              | Coureur                 | Pos              |
| 71                               | Nathan Brown (USA) -    | 60e              |
| 72                               | Rob Britton (CAN) -     | 76e              |
| 73                               | Benjamin King (USA) -   | 43e              |
| 74                               | Stephen Bassett (USA) - | 86e              |
| 75                               | Gavin Mannion (USA) -   | 41e              |
| 76                               | Kyle Murphy (USA) -     | 69e              |
| 77                               | Keegan Swirbul (USA) -  | AB-7             |
| Directeur sportif : Jonas Carney |                         |                  |

| Efapel # EFP                      | Efapel # EFP                 | Efapel # EFP |
| --------------------------------- | ---------------------------- | ------------ |
| Num                               | Coureur                      | Pos          |
| 81                                | António Carvalho (POR) -     | 8e           |
| 82                                | Frederico Figueiredo (POR) - | 5e           |
| 83                                | André Cardoso (POR) -        | 30e          |
| 84                                | Rafael Reis (POR)            | 21e          |
| 85                                | Javier Moreno (ESP) -        | 15e          |
| 86                                | Luis Mendonça (POR) -        | 61e          |
| 87                                | Mauricio Moreira (URU) -     | 2e           |
| Directeur sportif : Ruben Pereira |                              |              |

| Israel Cycling Academy ISA         | Israel Cycling Academy ISA  | Israel Cycling Academy ISA |
| ---------------------------------- | --------------------------- | -------------------------- |
| Num                                | Coureur                     | Pos                        |
| 91                                 | Mason Hollyman* (GBR) -     | 34e                        |
| 92                                 | Alastair Mackellar* (AUS) - | 64e                        |
| 93                                 | Yuval Ben Moshe* (ISR) -    | AB-5                       |
| 94                                 | Riley Pickrell* (CAN) -     | 85e                        |
| 95                                 | Saned Abu Fares* (ISR) -    | 78e                        |
| 96                                 | Edo Goldstein* (ISR) -      | 70e                        |
| 97                                 | Oded Kogut* (ISR) -         | 79e                        |
| Directeur sportif : Cherie Pridham |                             |                            |

| Tavfer-Measindot-Mortágua MIR      | Tavfer-Measindot-Mortágua MIR | Tavfer-Measindot-Mortágua MIR |
| ---------------------------------- | ----------------------------- | ----------------------------- |
| Num                                | Coureur                       | Pos                           |
| 101                                | Joaquim Silva (POR) -         | 19e                           |
| 102                                | Gaspar Gonçalves (POR) -      | 18e                           |
| 103                                | Tiago Antunes (POR) -         | 12e                           |
| 104                                | Pedro Paulinho (POR) -        | 88e                           |
| 105                                | Ángel Sánchez (ESP) -         | 62e                           |
| 106                                | Iúri Leitão (POR) -           | AB-7                          |
| 107                                | Pedro Pinto* (POR) -          | 66e                           |
| Directeur sportif : Hélder Miranda |                               |                               |

| Louletano-Loulé Concelho LLC      | Louletano-Loulé Concelho LLC | Louletano-Loulé Concelho LLC |
| --------------------------------- | ---------------------------- | ---------------------------- |
| Num                               | Coureur                      | Pos                          |
| 111                               | Tomás Contte* (ARG) -        | 50e                          |
| 112                               | Nuno Meireles (POR) -        | 17e                          |
| 113                               | Nicolás Paredes (COL) -      | AB-8                         |
| 114                               | Jesús del Pino (ESP) -       | 20e                          |
| 115                               | Carlos Oyarzun (CHI) -       | 11e                          |
| 116                               | Roniel Campos (VEN) -        | 35e                          |
| 117                               | Rui Rodrigues (POR) -        | 63e                          |
| Directeur sportif : Jorge Piedade |                              |                              |

| Antarte-Feirense CDF                | Antarte-Feirense CDF             | Antarte-Feirense CDF |
| ----------------------------------- | -------------------------------- | -------------------- |
| Num                                 | Coureur                          | Pos                  |
| 121                                 | Vicente García de Mateos (ESP) - | 23e                  |
| 122                                 | Rafael Silva (POR) -             | 27e                  |
| 123                                 | Gonçalo Amado (POR) -            | 52e                  |
| 124                                 | Fábio Oliveira (POR) -           | 80e                  |
| 125                                 | Bruno Silva (POR)                | 32e                  |
| 126                                 | Venceslau Fernandes (POR) -      | 46e                  |
| 127                                 | António Ferreira* (POR) -        | 74e                  |
| Directeur sportif : Joaquim Andrade |                                  |                      |

| Kelly-Simoldes-UDO KSU             | Kelly-Simoldes-UDO KSU      | Kelly-Simoldes-UDO KSU |
| ---------------------------------- | --------------------------- | ---------------------- |
| Num                                | Coureur                     | Pos                    |
| 131                                | Henrique Casimiro (POR) -   | 10e                    |
| 132                                | César Fonte (POR) -         | 33e                    |
| 133                                | Luís Gomes (POR) -          | 44e                    |
| 134                                | Adrian Bustamante (COL) -   | 28e                    |
| 135                                | Pedro Miguel Lopes* (POR) - | 31e                    |
| 136                                | José Sousa* (POR) -         | 84e                    |
| 137                                | Hélder Gonçalves* (POR) -   | 36e                    |
| Directeur sportif : Manuel Correia |                             |                        |

| Rádio Popular-Boavista RPB      | Rádio Popular-Boavista RPB | Rádio Popular-Boavista RPB |
| ------------------------------- | -------------------------- | -------------------------- |
| Num                             | Coureur                    | Pos                        |
| 141                             | João Benta (POR) -         | NP-5                       |
| 142                             | Gonçalo Carvalho (POR) -   | NP-6                       |
| 143                             | Tiago Machado (POR) -      | NP-5                       |
| 144                             | Luís Fernandes (POR) -     | NP-6                       |
| 145                             | Afonso Silva* (POR) -      | NP-6                       |
| 146                             | Daniel Freitas (POR) -     | NP-6                       |
| 147                             | Hugo Nunes (POR) -         | NP-6                       |
| Directeur sportif : José Santos |                            |                            |

| LA Alumínios-LA Sport LAA         | LA Alumínios-LA Sport LAA | LA Alumínios-LA Sport LAA |
| --------------------------------- | ------------------------- | ------------------------- |
| Num                               | Coureur                   | Pos                       |
| 151                               | Gonçalo Leaça (POR) -     | 25e                       |
| 152                               | André Ramalho (POR) -     | 38e                       |
| 153                               | Carlos Salgueiro* (POR) - | 59e                       |
| 154                               | Marvin Scheulen (POR) -   | 73e                       |
| 155                               | João Medeiros* (POR) -    | 71e                       |
| 156                               | João Macedo* (POR) -      | 65e                       |
| 157                               | Marcelo Salvador (POR) -  | 72e                       |
| Directeur sportif : Hêrnani Brôco |                           |                           |

| Atum General-Tavira-Maria Nova Hotel ATM | Atum General-Tavira-Maria Nova Hotel ATM | Atum General-Tavira-Maria Nova Hotel ATM |
| ---------------------------------------- | ---------------------------------------- | ---------------------------------------- |
| Num                                      | Coureur                                  | Pos                                      |
| 161                                      | Gustavo César Veloso (ESP) -             | 29e                                      |
| 162                                      | Alejandro Marque (ESP) -                 | 3e                                       |
| 163                                      | David Livramento (POR) -                 | NP-5                                     |
| 164                                      | Alexander Grigoriev (RUS) -              | 48e                                      |
| 165                                      | Álvaro Trueba (ESP) -                    | 45e                                      |
| 166                                      | Samuel Blanco (ESP) -                    | 68e                                      |
| 167                                      | Emanuel Duarte (POR) -                   | NP-5                                     |
| Directeur sportif : Vidal Fitas          |                                          |                                          |

| SwiftCarbon Pro Cycling SCB   | SwiftCarbon Pro Cycling SCB | SwiftCarbon Pro Cycling SCB |
| ----------------------------- | --------------------------- | --------------------------- |
| Num                           | Coureur                     | Pos                         |
| 171                           | Christopher Latham (GBR)    | AB-8                        |
| 172                           | Alex Peters (GBR) -         | 81e                         |
| 173                           | Darragh O'Mahony (IRL) -    | 83e                         |
| 174                           | Will Bjergfelt (GBR) -      | HD-8                        |
| 175                           | Andy Turner (GBR) -         | AB-5                        |
| 176                           | Ross Lamb (GBR) -           | 82e                         |
| 177                           | Ollie Peckover (GBR) -      | 87e                         |
| Directeur sportif : Paul Lamb |                             |                             |